# 17de uitreiking van de Premios Goya
De 17de uitreiking van de Premios Goya vond plaats in Madrid op 1 februari 2003. De ceremonie werd uitgezonden op TVE en werd gepresenteerd door Alberto San Juan en Guillermo Toledo.

## Winnaars en genomineerden
| Beste film | Beste regisseur |
| --- | --- |
| - Los lunes al sol - En la ciudad sin límites - El otro lado de la cama - Hable con ella | - Fernando León de Aranoa — Los lunes al sol - Pedro Almodóvar — Hable con ella - Antonio Hernández — En la ciudad sin límites - Emilio Martínez — El otro lado de la cama |
| Beste acteur | Beste actrice |
| - Javier Bardem — Los lunes al sol - Sancho Gracia — 800 balas - Javier Cámara — Hable con ella - Juan Luis Galiardo — El caballero Don Quijote | - Mercedes Sampietro — Lugares comunes - Ana Fernández — Historia de un beso - Adriana Ozores — La vida de nadie - Leonor Watling — A mi madre le gustan las mujeres |
| Beste mannelijke bijrol | Beste vrouwelijke bijrol |
| - Luis Tosar — Los lunes al sol - José Coronado — La caja 507 - Carlos Hipólito — Historia de un beso - Alberto San Juan — El otro lado de la cama | - Geraldine Chaplin — En la ciudad sin límites - María Esteve — El otro lado de la cama - Mar Regueras — Rencor - Tina Sáinz — Historia de un beso |
| Beste debuterend acteur | Beste debuterend actrice |
| - José Ángel Egido — Los lunes al sol - Roberto Enríquez — El alquimista impaciente - Carlos Iglesias — El caballero Don Quijote - Guillermo Toledo — El otro lado de la cama | - Lolita Flores — Rencor - Clara Lago — El viaje de Carol - Nieve de Medina — Los lunes al sol - Marta Etura — La vida de nadie |
| Beste origineel scenario | Beste bewerkt scenario |
| - En la ciudad sin límites — Enrique Brasó, Antonio Hernández - Los lunes al sol — Fernando León de Aranoa, Ignacio del Moral - Smoking Room — Roger Gual, Julio D. Wallovits - Hable con ella — Pedro Almodóvar | - Lugares comunes — Adolfo Aristarain, Kathy Saavedra - El caballero Don Quijote — Manuel Gutiérrez Aragón - El embrujo de Shanghai — Fernando Trueba - Volverás — Antonio Chavarrías                                                                                         |
| Beste Spaanstalige buitenlandse film | Beste Europese film |
| - El último tren — Uruguay - El crimen del padre Amaro — Mexico - Un día de suerte — Argentinië - Nada — Cuba | - The Pianist — Roman Polański - Gosford Park — Robert Altman - Italiensk for begyndere — Lone Scherfig - Bella Martha — Sandra Nettelbeck |
| Beste debuterend regisseur | Beste animatiefilm |
| - Roger Gual, Julio D. Wallovits — Smoking Room - Eduard Cortés — La vida de nadie - Daniela Fejerman — A mi madre le gustan las mujeres - Ramón Salazar — Piedras | - Dragon Hill, la colina del dragón - Anjé, la leyenda del Pirineo - El rey de la granja - Puerta del tiempo |
| Beste camerawerk | Beste montage |
| - El caballero Don Quijote — José Luis Alcaine - El embrujo de Shanghai — José Luis López-Linares - Historia de un beso — Raúl Pérez Cubero - Nos miran — Néstor Calvo | - La caja 507 — Ángel Hernández Zoido - 800 balas — Alejandro Lázaro - Aro Tolbukhin. En la mente del asesino — Ernest Blasi - Los lunes al sol — Nacho Ruiz Capillas |
| Beste artdirector | Beste productiemanager |
| - El embrujo de Shanghai — Salvador Parra - El caballero Don Quijote — Félix Murcia - El alquimista impaciente — Rafael Palmero - Historia de un beso — Gil Parrondo | - La caja 507 — Fernando Victoria de Lecea - El viaje de Carol — Andrés Santana - Guerreros — Javier Arsuaga - El embrujo de Shanghai — Luis Gutiérrez |
| Beste geluid | Beste speciale effecten |
| - El otro lado de la cama — Gilles Ortion, Alfonso Pino, Pelayo Gutiérrez, José Vinader - La caja 507 — Licio Marcos de Oliveira, Luis de Veciana, Alfonso Pino - Darkness — Salva Mayolas, Dani Fontrodona, Marc Ors - Hable con ella — Miguel Rejas, José Antonio Bermúdez, Manuel Laguna, Rosa Ortiz, Diego Garrido | - 800 balas — Juan Ramón Molina, Félix Bergés, Rafael Solórzano - El robo más grande jamás contado — Raúl Romanillos, Félix Bergés, Carlos Martínez - Hable con ella — David Martí, Montse Ribé, Jorge Calvo - Guerreros — Reyes Abades, Emilio Ruiz, Aurelio Sánchez Herrera |
| Beste kostuums | Beste grime en haarstijl |
| - El embrujo de Shanghai — Lala Huete - Callas Forever — Anna Anni, Alessandro Lai, Alberto Spiazzi - El viaje de Carol — Lena Mossum - Historia de un beso — Gumersindo Andrés | - El embrujo de Shanghai — Gregorio Ros, Pepito Juez - Lisístrata — Gemma Planchadell, Mónica Núñez - Historia de un beso — Paca Almenara, Alicia López, Antonio Panizza - Trece campanadas — Susana Sánchez, Manolo Carretero                                                |
| Beste filmmuziek | Beste origineel nummer |
| - Hable con ella — Alberto Iglesias - 800 balas — Roque Baños - En la ciudad sin límites — Víctor Reyes - A mi madre le gustan las mujeres — Juan Bardem | - Salomé — Roque Baños ("Sevillana Para Carlos") - Arderás conmigo — Eva Gancedo, Rasha ("Ojos de Gacela") - Dragon Hill, la colina del dragón — Emilio Alquézar ("Un Lugar Más Allá") - Guerreros — Najwa Nimri, Carlos Jean ("Human Monkeys")                               |
| Beste korte film | Beste korte animatiefilm |
| - Nada que perder — Rafa Russo - El espantapájaros — Gonzalo Zona - Historia de un búho — José Luis Acosta - Hoy por ti y mañana por mí — Fran Torres - Uno más, uno menos — Álvaro Pastor, Antonio Naharro | - Sr. Trapo — Raúl Díez - El negre és el color dels déus — Anna Solanas, Marc Riba - TV — Pablo Núñez, Antonio Ojeda |
| Beste documentaire | Beste korte documentaire |
| - El efecto iguazú - Balseros - De Salamanca a ninguna parte - Nómadas del viento | - Túnel número 20 — Ramón de Fontecha - Howard Hawks San Sebastián, 1972 — Samuel Martínez - Marmadrid — Rafael Rodríguez Tranche |
| Ere-Goya | |
| Manuel Alexandre | |

## Prijzen per film
| Film                              | Nominaties | Prijzen |
| --------------------------------- | ---------- | ------- |
| Los lunes al sol                  | 8          | 5       |
| Hable con ella                    | 7          | 1       |
| Historia de un beso               | 7          | 0       |
| El embrujo de Shanghai            | 6          | 3       |
| El otro lado de la cama           | 6          | 1       |
| En la ciudad sin límites          | 5          | 2       |
| El caballero Don Quijote          | 5          | 1       |
| La caja 507                       | 4          | 2       |
| 800 balas                         | 4          | 1       |
| La vida de nadie                  | 3          | 0       |
| A mi madre le gustan las mujeres  | 3          | 0       |
| El viaje de Carol                 | 3          | 0       |
| Guerreros                         | 3          | 0       |
| Lugares comunes                   | 2          | 2       |
| Rencor                            | 2          | 1       |
| Smoking Room                      | 2          | 1       |
| Dragon Hill, la colina del dragón | 2          | 1       |
| El alquimista impaciente          | 2          | 0       |
| Salomé                            | 1          | 1       |